# Stroitel (Tambow)
Stroitel (russisch Строитель) ist eine Siedlung in der Oblast Tambow (Russland) mit 18.437 Einwohnern (Stand 14. Oktober 2010).

## Geographie
Die Siedlung liegt etwa acht Kilometer südlich des Zentrums des Oblast- und Rajonverwaltungszentrums Tambow sowie sieben Kilometer nordwestlich der Stadt Kotowsk, etwa zwei Kilometer vom linken Ufer des Flusses Zna entfernt.
Stroitel gehört zum Rajon Tambowski und ist Sitz und einzige Ortschaft der Landgemeinde (selskoje posselenije) Zninski selsowet.

## Geschichte
Der Ort entstand westlich des seit 1638 existierenden Dorfes Bokino ab 1971 als Plattenbausiedlung, hauptsächlich für die Beschäftigten der westlich anschließenden Industriebetriebe im Umfeld der Großstadt Tambow. Es handelte sich vorwiegend um Baubetriebe, daher erhielt die Siedlung den Namen Stroitel, russisch für ‚Bauarbeiter‘ oder auch ‚Erbauer‘. Anfangs gehörte der Ort zum Dorfsowjet Bokino, 1987 wurde er in einen eigenständigen Dorfsowjet ausgegliedert.

### Bevölkerungsentwicklung
| Jahr | Einwohner |
| ---- | --------- |
| 1979 | 5.359     |
| 2002 | 17.695    |
| 2010 | 18.437    |

Anmerkung: Volkszählungsdaten

## Wirtschaft
In der Gewerbezone westlich der Siedlung befinden sich vorwiegend Betriebe der Baumaterialien- und Bauwirtschaft, darunter für Silikatziegel und Porenbeton, Asphalt, Fertighäuser und -baukonstruktionen sowie Isolationsmaterialien.
Bei Stroitel befindet sich die Bahnstation Bokino an der Strecke Tambow – Balaschow – Kamyschin. Durch den Ort führt die Straße von Tambow nach Kotowsk, nördlich führt der Zubringer von der Fernstraße M6 ins Zentrum von Tambow vorbei.